# Cosa de brujas
Cosa de brujas és una pel·lícula espanyola de thriller del 2003, amb dosis d'humor i màgia negra, dirigida per José Miguel Juárez. Va ser la seva tercera pel·lícula, després de Dile a Laura que la quiero (1995) i Los hijos del viento (1998). La van protagonitzar tres generacions d'actors, encapçalades per José Sancho i Pilar Bardem.

## Sinopsi
La revetlla de Sant Joan del 1980, Miguel Gironza mata el seu soci i amic Arístegui fent explotar el seu cotxe. Dos ancians, Remedios i Nemesio, en són testimonis. L'endemà van a l'enterrament d'Arístegui amb una nena i diuen a Miguel que a partir d'ara es compliran tots els seus somnis, però que quan aparegui un gat negre davant seu sabrà a canvi de què. La revetlla de Sant Joan del 2000, un missatger amb problemes respiratoris que es diu Serafín té un accident amb la moto i troba una cistella amb un gat negre a dins i una adreça que resulta ser la de Remedios i Nemesio, Alhora, coneix una noia molt bonica anomenada Maria, de qui s'enamora i que és l'esposa de Miguel Gironza.

## Repartiment
- José Sancho... Miguel Gironza
- Manuela Arcuri	...	Maria
- Antonio Hortelano	...	Serafín
- Alberto San Juan	...	Ángel
- Manuel Manquiña	...	Rafael
- Pilar Bardem	...	Remedios
- Lidia San José	...	Azucena
- Saturnino García	...	Nemesio
- Jorge Sanz...	David
- Aitor Mazo...	Boni
- Blanca Marsillach...	Elisa
- Ágatha Fresco...	Natalia
- Valentín Paredes...	Matías

## Nominacions
Va ser nominada al Goya a la millor cançó original (Just sorcery, de Mario de Benito i Richelieu Morris).